# Raül Romeva

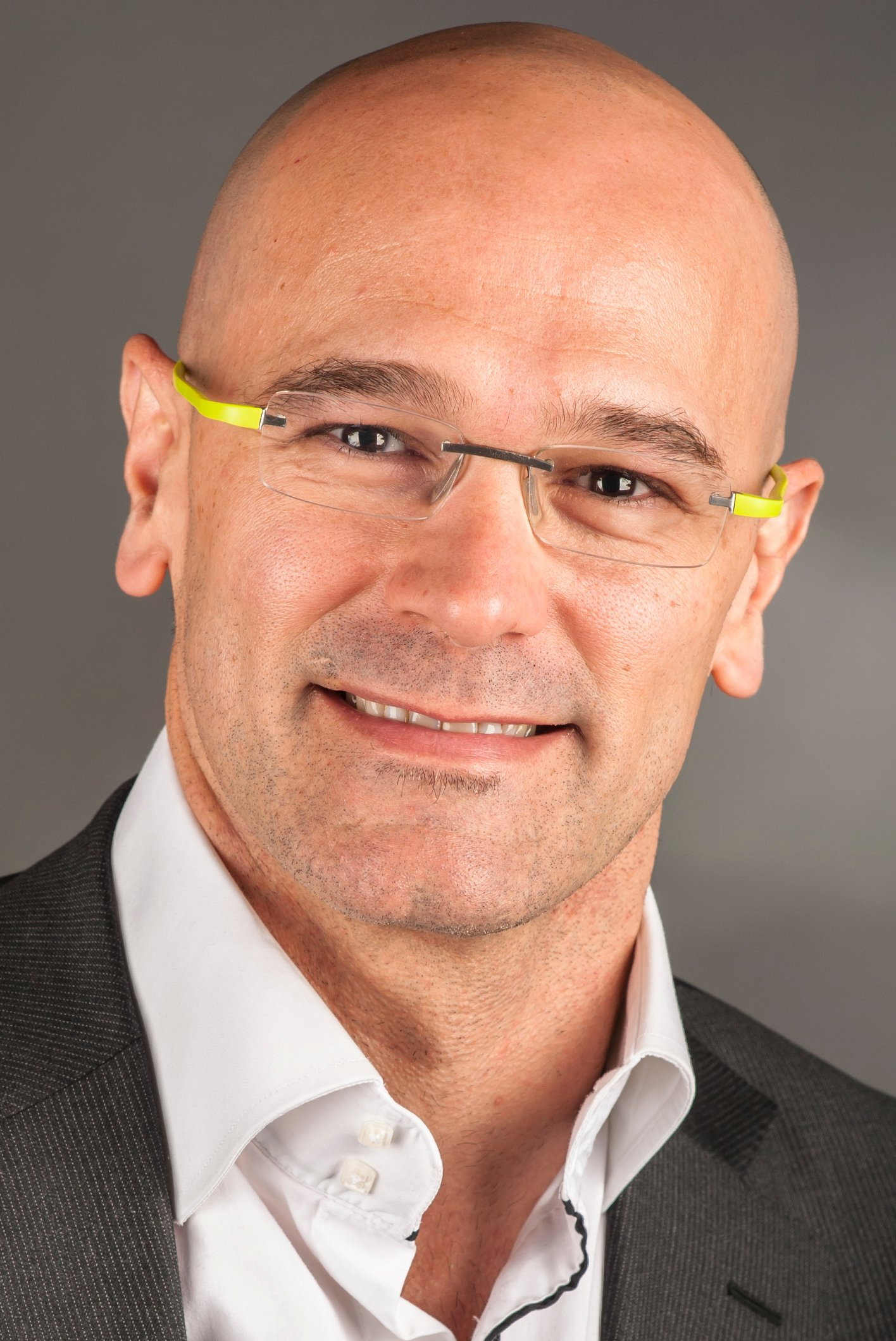
Raül Romeva (2014)

Raül Romeva i Rueda (* 12. März 1971 in Madrid) ist ein katalanischer Politikwissenschaftler und Politiker (Junts pel Sí). Er bekleidete das Amt des Ministers für auswärtige Angelegenheiten, institutionelle Beziehungen und Transparenz in der katalanischen Regionalregierung. Seit 2017 befand er sich wegen seiner Beteiligung an der Unabhängigkeitserklärung Kataloniens in Haft und wurde im Oktober 2019 zu 12 Jahren Gefängnis verurteilt. Im Juni 2021 wurde er begnadigt.

## Privates und Werdegang
Raül Romeva wuchs in Caldes de Montbui (Vallès Oriental) auf und lebt seit seinem 22. Lebensjahr in Sant Cugat del Vallès. Er ist verheiratet mit der Bürgerrechtsaktivistin und Politikerin Diana Riba, die beiden haben zwei Kinder.
Romeva hat einen Abschluss in Wirtschaftswissenschaften an der Universitat Autònoma de Barcelona (UAB) und besitzt einen Doktortitel im Bereich der internationalen Beziehungen.
Er engagierte sich in den 1990er Jahren vor allem im Bereich der Friedensarbeit auf dem Balkan und leitete das Bildungsprogramm der UNESCO in Bosnien-Herzegovina. Ferner arbeitete er unter anderem als Kampagnenleiter für Abrüstung und Konfliktvermeidung für Oxfam.  
Romeva veröffentlichte mehrere Bücher zum Wiederaufbau nach bewaffneten Konflikten, zu Abrüstungsfragen und zum Krieg in Bosnien-Herzegovina.

## Politische Laufbahn
Raül Romeva trat 1987 der linksgrünen Partei Inicitiva per Catalunya Verds (ICV) bei. Er kandidierte auf der Liste der Partei für die Europawahlen 1994 und 1999. 2004 wurde er schließlich für Spanien ins Europaparlament gewählt und gehörte diesem bis 2014 als Mitglied der Fraktion Grüne/EFA an. In dieser Zeit war er stellvertretender Vorsitzender des Ausschusses für die Rechte der Frau und die Gleichstellung der Geschlechter sowie Mitglied des Ausschusses für auswärtige Angelegenheiten, Menschenrechte, Gemeinsame Sicherheit und Verteidigungspolitik. Während seiner Zugehörigkeit zum Europäischen Parlament galt Raül Romeva als aktivister Abgeordnete und war für 1600 Interventionen verantwortlich.
Im Jahr 2015 führte Romeva die parteiübergreifende Liste für die Unabhängigkeit, Junts pel Sí, bei den katalanischen Parlamentswahlen an. Diese ging als mit Abstand stärkste Kraft aus den Wahlen hervor und bildet seither die Regierung. Romeva wurde daraufhin im Januar 2016 vom katalanischen Präsidenten Carles Puigdemont zum Minister für Auswärtige Angelegenheiten, Institutionelle Beziehungen und Transparenz der Regierung Kataloniens ernannt. Romeva ist die erste Person, die ein solches Amt für die Regionalregierung Kataloniens bekleidet. Nach der einseitigen Unabhängigkeitserklärung Kataloniens im Oktober 2017 wurde er mit der gesamten Regionalregierung abgesetzt, wegen Aufruhr, Veruntreuung öffentlicher Gelder und Ungehorsam im Rahmen der Strafverfahren infolge der Katalonien-Krise angeklagt und wegen Fluchtgefahr in vorläufige Haft gesetzt.
Bei den Parlamentswahlen im April 2019 kandidierte Romeva für die Esquerra Republicana de Catalunya (ERC) für den Senat und wurde gewählt. Er trat sein Amt am 21. Mai 2019 während der konstituierenden Sitzung des Senats der XIII. Legislaturperiode an. Er wurde aber Tage später rückwirkend von seinem Amt als Senator durch das Senatspräsidium suspendiert.
Am 14. Oktober 2019 wurde er durch das Oberste Gericht in Madrid zu 12 Jahren Gefängnis verurteilt. Im Juni 2021, nach einer Inhaftierung von drei Jahren und drei Monaten, wurde Romeva auf Beschuss der Regierung des spanischen Ministerpräsidenten Pedro Sánchez begnadigt. Ihm wurde eine vierjährige Bewährungsfrist auferlegt, sowie ein Ämterverbot bis 2031 aufrechterhalten.
Romeva und Maylis Roßberg waren die beiden Spitzenkandidaten der Europäischen Freien Allianz für die Europawahl 2024.